# Michael Evers
Michael Evers (* 9. April 1946 in Fulda) ist ein deutscher Schauspieler.
Er erhielt seine Ausbildung an der Staatlichen Hochschule für Musik und Theater Hannover. Das erste Engagement führte ihn 1969 nach Zürich an das Theater am Neumarkt. Parallel dazu Studium der Germanistik an der Universität Zürich. Nächste Theaterstationen waren das Deutsche Theater Göttingen, die Schauspielhäuser in Köln und Bonn, die Ruhrfestspiele Recklinghausen, in der Schweiz noch einmal das Theater am Neumarkt, das Schauspielhaus Zürich, das Theater Basel. Bevor gesundheitliche Probleme Evers bewogen, die Bühnentätigkeit zu beenden, gab es noch Engagements am Deutschen Schauspielhaus Hamburg und am Maxim Gorki Theater in Berlin.
Zu den wichtigen Rollen gehörten u. a. Marquis von Posa ("Don Carlos"), Fritz Lobheimer ("Liebelei"), Orsino („Was Ihr wollt“), Kostja und Trigorin („Die Möwe“), Leonce („Leonce und Lena“), Alceste („Der Menschenfeind“), Philip Gellburg („Scherben“).
In der Fernsehserie „Die Stadtklinik“ spielte er die durchgehende Rolle des „Dr. Ernst Löwitz“.
Evers wirkte und wirkt bis heute in vielen Hörfunkproduktionen mit, u. a. in den Hörspielen „Die Verlobten“ von Alessandro Manzoni, "Salambo" von Gustave Flaubert, „Eine Frau flieht vor einer Nachricht“ von David Grossman, „Ich nannte ihn Krawatte“ von Milena Michiko Flašar; "Der Mann im Mond" von Evelyn Dörr; "KönigsSohn" von Roswitha Quadflieg; Evers war durchgehend die Figur des Josef Stachelmann in der „Stachelmann-Serie“ von Christian von Ditfurth, beginnend mit „Mann ohne Makel“.
Seinen Roman Ortsfremde publizierte er im Selbstverlag.
Michael Evers ist verheiratet und lebt in Berlin.